# ポール・マツダイラ
ポール・トーマス・マツダイラ（Paul Thomas Matsudaira、1952年06月30日 - ）は、アメリカ合衆国の科学者。父はジョン・マツダイラ。